# Adolf Handschuhmacher
Adolf Handschuhmacher (* 24. Mai 1899 in Ruhla; † 27. Januar 1980 in Kaltennordheim) war ein Regionalpolitiker und Funktionär der DDR-Blockpartei LDPD und zeitweise Mitglied des Thüringer Landtags und der Länderkammer der DDR.

## Leben
Handschuhmacher wurde am 24. Mai 1899 als Sohn eines Kaufmanns in Ruhla geboren. Nach dem Erreichen der Obersekunda-Reife begann er zum  1. April 1915 im Quedlinburger Modewarenhaus der Firma Ihlefeldt & Kramer eine kaufmännische Lehre, die er bis zum 15. Juni 1917 absolvierte. Kurz nach dem Erreichen seiner Volljährigkeit wurde Handschuhmacher noch zum Kriegsdienst eingezogen, den er bis zum Kriegsende versah. Zum 1. Januar 1919 konnte er wieder bei seinem alten Arbeitgeber in Quedlinburg als Verkäufer anfangen. 1920 wechselte Handschuhmacher zur Firma Rückmann in Neuhaldensleben, wo er ab dem 1. Oktober 1920 zunächst als Verkäufer, später als Abteilungsleiter bis zum Ende des Jahres 1923 tätig war. Mit Beginn des Jahres 1924 arbeitete er wieder im elterlichen Geschäft in Ruhla zunächst als Angestellter, bevor er es mit Wirkung vom 15. Juni 1931 übernahm. Kurz vor Kriegsende wurde Handschuhmacher in der Zeit vom 4. Januar 1945 bis 1. April 1945 als sogenannter „Halbjude“ in das Arbeitslager Wommen bei Gerstungen verbracht. Nach dem Krieg wurde Adolf Handschuhmacher kurz nach der Besetzung Thüringens durch die sowjetische Besatzungsmacht am 10. Juli 1945 zum stellvertretenden Bürgermeister von Ruhla ernannt. Diese Position bekleidete er zunächst ehrenamtlich, ab Juli 1950 bis 1958 als städtischer Angestellter. Handschuhmacher gehörte zu den Begründern des LDP-Ortsverbandes in Ruhla, den er ab der Gründung im Sommer 1945 zwanzig Jahre lang als Vorsitzender führte. In der Folge übernahm er in der liberalen Hochburg in der Gegend um Eisenach diverse Parteifunktionen und -ämter. Innerhalb der LDP gehörte Handschuhmacher zeitweilig dem LDP-Kreisvorstand Eisenach an, von Juli 1950 bis 1952 war er Mitglied des LDPD-Landesvorstandes Thüringen. Anschließend war er für einige Jahre stellvertretender Vorsitzender des LDPD-Bezirksvorstandes Erfurt. Seine Partei vertrat er von 1946 bis 1954 im Eisenacher Kreistag, zeitweise war er dabei Fraktionsvorsitzender und stellvertretender Kreistagsvorsitzender. Vom 7. Juli 1950 bis zur Auflösung des Landtages im Juli 1952 war Handschuhmacher Mitglied des Thüringer Landtags. Anschließend saß er bis 1978 als LDPD-Vertreter im Erfurter Bezirkstag. In der zweiten und der dritten, kurzlebigen Wahlperiode der Länderkammer der DDR gehörte er ihr als Vertreter des Bezirkes Erfurt von 1954 bis 1958 an. Im fortgeschrittenen Alter gehörte Handschuhmacher der Zentralleitung des Komitees der Antifaschistischen Widerstandskämpfer der DDR an.

## Ehrungen
- 1964 Vaterländischer Verdienstorden in Bronze[1]
- 1974 Vaterländischer Verdienstorden in Silber[2]
- 1979 Vaterländischer Verdienstorden in Gold[3]